# Cañada Rosal
Cañada Rosal er en by og kommune i det sydlige Spanien i provinsen Sevilla. Den har et indbyggertal på 3.410 (2024) indbyggere.